# Izaskun Bengoa
Pour les articles homonymes, voir Bengoa.
Izaskun Bengoa Pérez, née le 14 mars 1975 à Bilbao, est une coureuse cycliste espagnole.

## Palmarès sur route
- 1993
  -  Championne d'Espagne sur route juniors
- 1994
  -  Championne d'Espagne du contre-la-montre
  - 3e du championnat d'Espagne sur route
- 1995
  - 1re étape de Tour de Navarre
  - Jundiz
  - 3e du Tour de Navarre
  - 3e du championnat d'Espagne du contre-la-montre
- 1996
  - Tour de Navarre
  - 3e étape de Emakumeen Euskal Bira
  - 10e étape du Tour de l'Aude
  - 1re, 2e et 3e étapes du Tour de Navarre
  -  Championne d'Espagne sur route
  - 3e du championnat d'Espagne du contre-la-montre
- 1997
  -  Championne d'Espagne sur route
  -  Championne d'Espagne du contre-la-montre
  - 2e du Tour de Navarre
- 1998
  - 2e du championnat d'Espagne sur route
  - 2e du championnat d'Espagne du contre-la-montre

### Grands tours

#### Tour d'Italie
3 participations
- 1995 : 49e
- 1996 : 14e
- 1997 : 16e

#### La Grande Boucle
2 participations
- Tour cycliste féminin
  - 1995 : 59e
  - 1997 : 28e

## Palmarès sur piste

### Championnats d'Espagne
- 1998
  -  Championne d'Espagne de la vitesse
  - 2e de la poursuite
  - 2e de la course aux points